# Tiranet de Bolívia
El tiranet de Bolívia (Zimmerius bolivianus) és una espècie d'ocell de la família dels tirànids (Tyrannidae) que habita boscos dels Andes del sud-est del Perú i oest de Bolívia.